# Андреевское сельское поселение (Большеигнатовский район)
Андреевское се́льское поселе́ние — муниципальное образование в Большеигнатовском районе Мордовии Российской Федерации.
Административный центр — село Андреевка.

## История
Статус и границы сельского поселения установлены Законом Республики Мордовия от 1 декабря 2004 года № 96-З «Об установлении границ муниципальных образований Большеигнатовского муниципального района, Большеигнатовского муниципального района и наделении их статусом сельского поселения и муниципального района».

## Население
| 2002 | 2010 | 2012 | 2013 | 2014 | 2015 | 2016 |
| ---- | ---- | ---- | ---- | ---- | ---- | ---- |
| 828  | ↘700 | ↘681 | ↘649 | ↘628 | ↘601 | ↘597 |
| 2017 | 2018 | 2019 | 2020 | 2021 |      |      |
| ↘574 | ↘567 | ↘548 | ↘541 | ↗582 |      |      |

## Состав сельского поселения
| № | Населённый пункт | Тип населённого пункта       | Население |
| - | ---------------- | ---------------------------- | --------- |
| 1 | Андреевка        | село, административный центр | ↗582      |